# Dominikanska republiken vid världsmästerskapen i friidrott 2023
Dominikanska republiken tävlade vid världsmästerskapen i friidrott 2023 i Budapest i Ungern mellan den 19 och 27 augusti 2023.

## Medaljörer
| Medalj | Namn              | Gren               | Datum      |
| ------ | ----------------- | ------------------ | ---------- |
| Guld   | Marileidy Paulino | Damernas 400 meter | 23 augusti |

## Resultat
Dominikanska republikens trupp bestod av åtta idrottare.

### Herrar
Gång- och löpgrenar
| Idrottare        | Gren      | Försöksheat | Försöksheat | Semifinal | Semifinal | Final    | Final     |
| Idrottare        | Gren      | Resultat    | Placering   | Resultat  | Placering | Resultat | Placering |
| ---------------- | --------- | ----------- | ----------- | --------- | --------- | -------- | --------- |
| Alexander Ogando | 200 meter | 20,14       | 2 Q         | 20,02     | 2 Q       | 20,23    | 7         |

### Damer
Gång- och löpgrenar
| Idrottare         | Gren      | Försöksheat | Försöksheat | Semifinal | Semifinal | Final      | Final     |
| Idrottare         | Gren      | Resultat    | Placering   | Resultat  | Placering | Resultat   | Placering |
| ----------------- | --------- | ----------- | ----------- | --------- | --------- | ---------- | --------- |
| Marileidy Paulino | 400 meter | 49,90       | 1 Q         | 49,54     | 1 Q       | 48,76 0NR0 | 1         |

### Mixat
| Idrottare | Gren                  | Heat          | Heat          | Final         | Final         |
| Idrottare | Gren                  | Resultat      | Placering     | Resultat      | Placering     |
| --------- | --------------------- | ------------- | ------------- | ------------- | ------------- |
|           | 4 × 400 meter stafett | Startade inte | Startade inte | Startade inte | Startade inte |